# The Christians
The Christians sono un gruppo musicale nato in Scozia nel 1985 ed ancora attivo, dopo 4 anni di interruzione tra il 1995 ed il 1999

## Formazione
- Garry Christian (27 Feb 1955, Liverpool) (Cantante frontman)
- Roger Christian (13 Feb 1950; morto 8 Mar 1998 di tumore cerebrale) (voci di secondo piano, tastiere)
- Russell Christian (8 Lug 1956) (Tastiere, sax, voci)
- Henry Priestman (vero nome Henry Christian Priestman, 21 Lug 1955, Kingston upon Hull e cresciuto a Liverpool) (Tastiere, Stratocaster, voci)

formarono la band nel 1985 insieme a:
- Paul Barlow (Percussioni)
- Mike Bulger (Chitarra/voci)
- Tony Jones (Basso)

## Discografia

### Singoli
- "Forgotten Town" / "One in a Million" / "Man Oh Man" / "Look Around" (Island Records, IS 291, January 1987) UK No. 22
- "Hooverville (And They Promised us the World)" / "No Reason" / "The Losing Game" (Island, IS 326, June 1987) UK No. 21, IRL No. 18
- "When the Fingers Point" / "Rebecca" / "Every Town Waltz" / "Throw a Farewell Kiss" (Island, IS 335, September 1987) UK No. 34
- "Ideal World" / "Say It Isn't So (Part one)" / "Rocking Chair Blues" / "Ideal World" (TR 808 mix)" (Island, IS 347, December 1987) UK No. 14, IRL No. 11
- "Born Again" / "Forgotten Town" United States version) / "A Lovers' Question" / "Undecided (a cappella)" (Island, IS 365, April 1988) UK No. 25, IRL No. 27
- "Harvest for the World" / "Harvest For The World (remix)" / "Small Axe" (Island, IS 395, October 1988) UK No. 8, IRL No. 4
- "Ferry Cross the Mersey" (with other artists including Paul McCartney, PWL, PWL 41, May 1989) UK No. 1, IRL No. 1
- "Words" / "Long Gone" / "Funny Money" (Island, IS 450, December 1989) UK No. 18, IRL No. 6
- "I Found Out" / "Save Us From Our Friends" / "Sent Here to Shine" (Island, IS 453, April 1990) UK No. 56
- "Greenbank Drive" / "Nomad soul" / "Laurie Latham" (remix) / "From The Water's Edge" (Island, IS 466, September 1990) UK No. 63
- "What's In A Word" / "Happy in Hell" / "You Never Know" (Island, IS 536, December 1992) UK No. 33
- "Father" / "World" / "Forgotten Town" / "Ideal World" (remix) (Island, IS 543, November 1992) UK No. 55
- "The Bottle" / Group Corporation vocal mix / Ray Haden sugar free mix / Sound foundation dub mix (Island, IS 549, March 1993) UK No. 39

### Album studio
- The Christians (1987) — No. 2 UK
- Colour (1990) — No. 1 UK
- Happy In Hell (1992) — No. 18 UK
- Prodigal Sons (2003)
- Soul from Liverpool[2] (2009)
- Speed of Life (2012)
- THE CHRISTIANS Deluxe 25 year rerelease (2012)
- COLOUR  Deluxe 25 year rerelease (2012)[1]

### Album compilation
- Best of the Christians (1993) — No. 22 UK[1]